# Universidad de Naresuan
La Universidad de Naresuan (en tailandés: มหาวิทยาลัยนเรศวร) fue la primera universidad de provincial establecida en Tailandia y la primera en tener el nombre de la ciudad donde se ubica, Phitsanulok, provincia de Phitsanulok. Se encuentra a unos cuatro kilómetros de la ciudad. Fue fundada en junio de 1966.
El Webometrics Ranking 2019: Asia la sitúa como la mejor universidad de Tailandia y 312 en Asia.